# 杰米尼奥·奥尼奥
杰米尼奥·奥尼奥（義大利語：Geminio Ognio，1917年12月13日—1990年10月28日），意大利男子水球运动员。他曾代表意大利参加1948年和1952年夏季奥林匹克运动会水球比赛，分别获得金牌和铜牌。